# Slohokej liga 2011/2012
Sezóna 2011/2012 byla 3. sezónou Slohokej ligy. Mistrem se stal tým HK Partizan, který tak obhájil titul z minulého ročníku.

## Základní část
| Vysvětlivky                                  |
| -------------------------------------------- |
| Tým postupující přímo do semifinále play off |
| Tým hrající předkolo play off                |

| Poř. | Tým         | Z  | V  | VP | PP | P  | GV  | GI  | TM  | B  |
| ---- | ----------- | -- | -- | -- | -- | -- | --- | --- | --- | -- |
| 1.   | HDK Maribor | 24 | 16 | 3  | 2  | 3  | 106 | 67  | 460 | 56 |
| 2.   | HK Partizan | 24 | 12 | 3  | 2  | 7  | 101 | 63  | 463 | 44 |
| 3.   | HK Triglav  | 24 | 11 | 2  | 1  | 10 | 85  | 84  | 453 | 38 |
| 4.   | HK Olimpija | 24 | 10 | 1  | 2  | 11 | 96  | 100 | 321 | 34 |
| 5.   | KHL Mladost | 24 | 7  | 3  | 1  | 13 | 90  | 110 | 401 | 28 |
| 6.   | HK Slavija  | 24 | 6  | 2  | 5  | 11 | 68  | 97  | 533 | 27 |
| 7.   | HDD Bled    | 24 | 7  | 1  | 2  | 14 | 86  | 111 | 518 | 25 |

## Play off

### Předkolo
- HK Partizan – HDD Bled 2:0 na zápasy (4:0, 11:1)
- HK Triglav – HK Slavija 2:0 na zápasy (5:4, 7:4)
- HK Olimpija – KHL Mladost 2:0 na zápasy (7:5, 2:1)

### Semifinále
- HDK Maribor – HK Olimpija 0:2 na zápasy (3:4, 2:3 PP)
- HK Partizan – HK Triglav 2:0 na zápasy (6:0, 4:1)

### O 3. místo
- HDK Maribor – HK Triglav 1:2 na zápasy (4:2, 5:6 PP, 2:5)

### Finále
- HK Partizan – HK Olimpija 3:2 na zápasy (4:2, 0:1, 4:2, 2:5, 6:1)